# Johan Peter Koch
Johan Peter Koch (Vestenskov, 15 gennaio 1870 – Copenaghen, 13 gennaio 1928) è stato un ufficiale ed esploratore danese, zio di Lauge Koch.

## Biografia
Tenente di fanteria (1890), nel 1900 esplorò la Groenlandia orientale insieme a Georg Carl Amdrup e successivamente effettuò una missione di mappatura della costa meridionale dell'Islanda (1903-1904) e una spedizione nella Terra di Francesco Giuseppe, dove mappò l'isola di Koldewey (1905). Promosso capitano (1907), tra il 1906 e il 1908 accompagnò Ludvig Mylius-Erichsen in Groenlandia e terminò la mappatura della sua costa nord-orientale. Dopo la morte di Mylius-Erichsen, raggiunse in slitta la Terra di Peary (1907).
Nel 1912-13 guidò una spedizione in slitta verso l'interno della Groenlandia assieme ad Alfred Wegener. Fu nominato tenente-colonnello nel 1917, ottenne la licenza di pilota e fu nominato capo dei servizi aeronautici danesi. Fu infine promosso colonnello nel 1923.

## Pubblicazioni
- Fra Generalstabens topografiske Afdelings Virksomhed paa Island, 1906
- Danmark-ekspeditionen Til Grønlands Nordøstkyst 1906-1908, 1909
- Die glaciologischen Beobachtungen der Danmark-expedition (con Alfred Wegener), 1912
- Gennem den hvide Ørken, 1914
- Foreløbig Beretning om de vigtigste glaciologiske, 1914
- Survey of North-East-Greenland, 1917
- Durch die weisse Wüste (con Alfred Wegener), 1919
- Meddelelser om Grønland, 1873-1912

## Onorificenze
- Medaglia della Vega della Società di Antropologia e di Geografia di Svezia (1909)
- Medaglia Carl Ritter (con Wegener) (1913)